# Nelahozeves
Nelahozeves es un municipio y localidad de la República Checa, perteneciente al distrito de Mělník, en la región de Bohemia Central. Está ubicado en la orilla izquierda del río Moldava, 22 km al norte de Praga.

## Historia
La primera mención escrita de Nelahozeves data de 1352, cuando ya existía la iglesia de San Andrés. El pueblo fue propiedad de la cámara real y posteriormente del Capítulo Metropolitano de San Vito. Tras las guerras husitas, volvió a ser propiedad de los reyes checos.
En 1544, Nelahozeves fue adquirido por Florian Griesbeck de Griesbach. Este había construido un castillo aquí, cuya construcción comenzó en 1553. Su hijo, Blažej, continuó ampliando la finca y finalizó la construcción del castillo en 1613. Sin embargo, tras su muerte en 1620, dejó la finca endeudada, por lo que fue adquirida por Polixena de Lobkowicz en 1623. La finca sufrió daños durante la guerra de los Treinta Años, pero se recuperó en la segunda mitad del siglo XVII. Tras la guerra, el castillo fue reconstruido por Václav Eusebius Lobkowicz, quien lo utilizó como centro de administración y gestión de sus propiedades. Sin embargo, el castillo nunca fue la residencia de la familia Lobkowicz. La familia Lobkowicz fue propietaria de Nelahozeves hasta la creación de un municipio independiente en 1850.

## Monumentos
En el pueblo hay un palacete renacentista de tres alas, de estilo manierista del norte italiano, con elaborados esgrafiados que representan escenas de la mitología griega y del Antiguo Testamento. El castillo es un ejemplo de castillo fortaleza (castello fortezza), un diseño considerado muy moderno en el siglo XVI. Sus características predominantes son sus falsas defensas arquitectónicas, que incluyen baluartes decorativos y un puente de acceso sin foso. La habitación más notable del castillo es el Salón del Caballero, del año 1564. Destacan en la estancia la chimenea de piedra, de estilo renacentista, el techo decorado con escenas que representan las cinco virtudes romanas de Tito Livio, los frescos en las paredes de figuras militares, y una luneta de bóveda decorada con originales relieves de estuco.
La construcción del castillo Nelahozeves comenzó bajo las órdenes de Florian Griesbeck von Griesbach, aristócrata tirolés y asesor del emperador Fernando I, quien la encargó al arquitecto real Bonifaz Wolmut. El castillo tardó en terminarse más de sesenta años. Se completó a principios del siglo XVII, más de una década después de la muerte de Florian. Sin embargo, en 1623, las dificultades financieras obligaron a la familia von Griesbach a vender el castillo a Polixena, primera princesa de Lobkowicz (1566-1642). El castillo quedó gravemente dañado durante la guerra de los Treinta Años, pero fue reconstruido por Václav Eusebio, segundo príncipe de Lobkowicz (1609-1677), quien desde este castillo administraba las propiedades de la familia. Sin embargo, el castillo nunca sirvió como la residencia principal de la familia Lobkowicz. A finales de los siglos XIX y XX, fue la sede de la Orden de las Hermanas del Amor de Dios, una institución religiosa para mujeres de la nobleza, viudas o solteras, fundada por la princesa Wilhelmina Lobkowicz (1863-1945). El castillo Nelahozeves fue confiscado por el gobierno comunista en 1948. En las décadas de 1970 y 1980 albergó una exposición de arte socialista moderno, organizada por la Galería Regional Checa. La propiedad fue devuelta a la familia Lobkowicz en 1993. Hoy en día es un museo en el que se muestra el tipo vida y la vivienda de una familia noble de Bohemia de mediados del siglo XIX, para lo que se han adaptado las habitaciones a ese período histórico. El castillo guarda también parte de la colección de pinturas Lobkowicz.
La iglesia de San Andrés es un edificio gótico, reformado en estilo neogótico en el siglo XIX.
La casa natal de Antonín Dvořák es una casa barroca con un pequeño museo dedicado a su vida. Hasta 2019, estuvo gestionada por el Museo Nacional de Praga; desde entonces, está a cargo de la familia Lobkowicz.[9]

## Personas notables

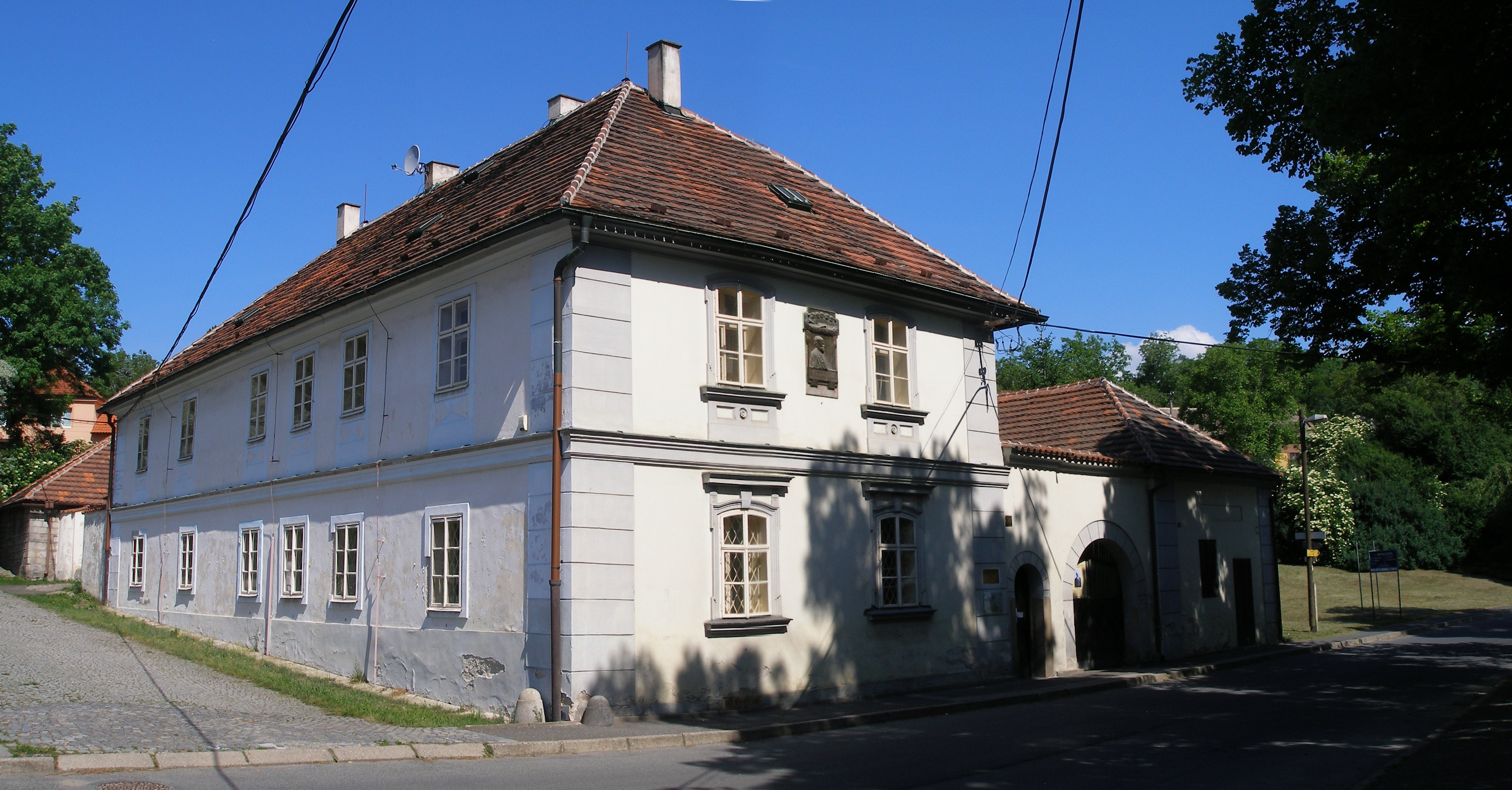
Casa natal de Antonín Dvořák

- Antonín Dvořák, compositor, nació y vivió aquí hasta la edad de trece años.